# PFC 로코모티프 타슈켄트
PFC 로코모티프 타슈켄트(우즈베크어: Lokomotiv Toshkent Professional futbol klubi, Локомотив Тошкент футбол клуби, 러시아어: Футбольный клуб Локомотив Ташкент)는 타슈켄트를 연고로 하는 우즈베키스탄의 축구 클럽이다.

## 역사
2002년에 창단된 축구 클럽이다. 2003년 시즌에서 우즈베키스탄 1부 리그(우즈베키스탄의 2부 축구 리그)로 승격되었다. 2010년 시즌에서 13위를 기록하면서 강등되었다가 2011년 1부 리그 시즌에서 우승을 차지하면서 우즈베키스탄 리그(우즈베키스탄의 1부 축구 리그)로 다시 승격되었다. 2012년 시즌에서 3위를 기록하면서 AFC 챔피언스리그 2013 플레이오프에 진출하게 되었다.

## 성적
- 우즈베키스탄 리그: 우승 1회 (2011), 준우승 1회 (2003)

## 선수 명단

### 현역
참고: FIFA 자격 규정에 따라 소속된 국가대표팀 국기를 표시합니다. 선수는 복수의 FIFA 비회원국 국적을 가지고 있을 수 있습니다.
| 번호 | 포지션 | 국적 | 이름 |
| ---- | ------ | ---- | ---- |

| 번호 | 포지션 | 국적     | 이름            |
| ---- | ------ | -------- | --------------- |
| 99   | FW     | 세르비아 | 니콜라 포포비치 |

## 역대 감독
| 감독          | 임기 |
| ------------- | ---- |
| 호렌 오가네샨 | 2012 |